# 노티컬 스타

노티컬 스타(nautical star)는 나침도처럼 밝고 어두운 음영이 있는 오망성이다. 유니코드 딩뱃 블록에 U+272F ✯ 로 올라가 있다.
이 기호는 원래 해기사에서 북극성이 위치한 진북을 의미하는 기호다. 나침반이나 해도에 사용된다. 1900년경부터 이런 목적으로 사용된 것으로 생각된다. 이로부터 비롯되어 미국 해안경비대 계급장, 독일 해군 계급장 등에 상징물로 사용된다.

## 문신 문화

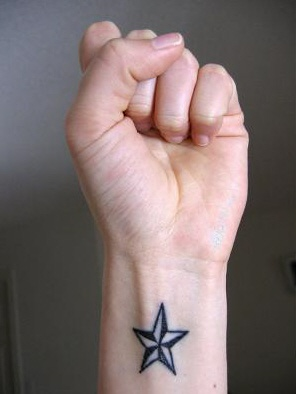

선원 문신 문화에서 노티컬 스타는 길을 잃지 않고 귀향할 수 있으리라는 희망을 의미한다. 또한 북해를 횡단한 적이 있다는 의미이기도 하다.
1950년대에는 뉴욕주 버팔로의 레즈비언들이 손목 안쪽에 파란색 노티컬 스타 문신을 하고 손목시계로 가리고 다녔다. 그래서 이런 역사를 아는 레즈비언들이 노티컬 스타를 상징으로 사용하기도 한다.